# 브레즈네프 암살 미수
1969년 1월 22일 14시 15분 모스크바에서 차량 행렬이 진행될 때 브레즈네프에 대한 암살 시도가 발생했고, 범인은 탈영병 빅토르 일린이었다. 브레즈네프는 다치지 않았지만 운전사가 죽고 해당 차량 행렬에 참가한 몇몇 우주인들이 경상을 입었다. 차량 행렬에는 알렉세이 레오노프, 발렌티나 테레시코바, 게오그리 베레고보이, 안드리얀 니콜라예프 등이 있었다. 해당 소식에 대해선 한동안 언론 통제가 이뤄졌다.

## 암살 시도범
빅토르 이바노비치 일린(Виктор Иванович Ильин)은 1947년 레닌그라드 출생으로 기술 대학 졸업 후 1968년 소련군에 소위로 강제 징집된 것에 불만을 품었고 바르샤바 조약군의 체코슬로바키아 침공에 대해 괴로워했다.
1969년 1월 21일 그는 마카로프 피스톨을 탈취하여 탈영한 후 레닌그라드에서 가족들을 만나고 아내 형제의 경찰복을 훔쳐 모스크바로 향했다.